# Trombidium rimosum
Trombidium rimosum är en spindeldjursart som beskrevs av Carl Ludwig Koch 1837. Trombidium rimosum ingår i släktet Trombidium, och familjen Trombidiidae. Arten är reproducerande i Sverige.